# Sauvanhac (Puèi Domat)
Sauvagnat és un municipi francès situat al departament del Puèi Domat i a la regió d'Alvèrnia-Roine-Alps. L'any 2007 tenia 143 habitants.

## Demografia

### Població
El 2007 la població de fet de Sauvagnat era de 143 persones. Hi havia 60 famílies de les quals 16 eren unipersonals (12 homes vivint sols i 4 dones vivint soles), 20 parelles sense fills, 20 parelles amb fills i 4 famílies monoparentals amb fills.
La població ha evolucionat segons el següent gràfic:
Habitants censats

### Habitatges
El 2007 hi havia 126 habitatges, 62 eren l'habitatge principal de la família, 35 eren segones residències i 28 estaven desocupats. 122 eren cases i 2 eren apartaments. Dels 62 habitatges principals, 57 estaven ocupats pels seus propietaris i 5 estaven llogats i ocupats pels llogaters; 1 tenia dues cambres, 8 en tenien tres, 17 en tenien quatre i 36 en tenien cinc o més. 47 habitatges disposaven pel capbaix d'una plaça de pàrquing. A 29 habitatges hi havia un automòbil i a 28 n'hi havia dos o més.

### Piràmide de població
La piràmide de població per edats i sexe el 2009 era:
| Homes | Edats   | Dones |
| ----- | ------- | ----- |
| 0     | 95 o +  | 0     |
| 0     | 90 a 94 | 0     |
| 4     | 85 a 89 | 0     |
| 4     | 80 a 84 | 0     |
| 4     | 75 a 79 | 4     |
| 4     | 70 a 74 | 12    |
| 4     | 65 a 69 | 8     |
| 12    | 60 a 64 | 0     |
| 8     | 55 a 59 | 8     |
| 0     | 50 a 54 | 4     |
| 0     | 45 a 49 | 0     |
| 12    | 40 a 44 | 4     |
| 4     | 35 a 39 | 8     |
| 12    | 30 a 34 | 4     |
| 4     | 25 a 29 | 8     |
| 0     | 20 a 24 | 4     |
| 0     | 15 a 19 | 4     |
| 4     | 10 a 14 | 4     |
| 0     | 5 a 9   | 4     |
| 0     | 0 a 4   | 4     |

## Economia
El 2007 la població en edat de treballar era de 92 persones, 73 eren actives i 19 eren inactives. De les 73 persones actives 68 estaven ocupades (37 homes i 31 dones) i 5 estaven aturades (2 homes i 3 dones). De les 19 persones inactives 13 estaven jubilades, 2 estaven estudiant i 4 estaven classificades com a «altres inactius».

### Ingressos
El 2009 a Sauvagnat hi havia 68 unitats fiscals que integraven 150 persones, la mediana anual d'ingressos fiscals per persona era de 10.792,5 €.

### Activitats econòmiques
Dels 4 establiments que hi havia el 2007, 2 eren d'empreses de comerç i reparació d'automòbils, 1 d'una empresa d'hostatgeria i restauració i 1 d'una empresa immobiliària.
Dels 2 establiments de servei als particulars que hi havia el 2009, 1 era un taller de reparació d'automòbils i de material agrícola i 1 restaurant.
L'any 2000 a Sauvagnat hi havia 31 explotacions agrícoles que ocupaven un total de 1.404 hectàrees.

## Poblacions més properes
El següent diagrama mostra les poblacions més properes.